# Colomastix tridentata
Colomastix tridentata är en kräftdjursart som beskrevs av LeCroy 1995. Colomastix tridentata ingår i släktet Colomastix och familjen Colomastigidae. Inga underarter finns listade i Catalogue of Life.